# Български културен център на депортираните българи „Възраждане“
Българският културен център на депортираните българи „Възраждане“ е културна неправителствена организация на българите в Казахстан, регистрирана на 1997 година.
Нейното седалище е в град Атърау, а председател е Владимир Стамов.
Организацията обединява депортирани българи по времето на Сталинските репресии и техните потомци в Казахстан. Издирва и подпомага семейства и родове, пръснати по територията на страната. Способства за поддържане на българската етническа идентичност. Към центъра е създаден фолклорен състав.